# Гюмюшхане (провінція)
Гюмюшхане́ (тур. Gümüşhane) — провінція в Туреччині, розташована в Чорноморському регіоні. Столиця — Гюмюшхане. Провінція Гюмюшхане межує з провінціями: Гіресун на заході, Трабзон на півночі, Байбурт на сході, Ерзінджан на півдні.

## Адміністративний поділ
Провінція Ґюмюшхане поділяється на шість районів:
| Туреччина | Це незавершена стаття з географії Туреччини. Ви можете допомогти проєкту, виправивши або дописавши її. |